# Platyptilia dotina
Platyptilia dotina is een vlinder uit de familie van de vedermotten (Pterophoridae). De wetenschappelijke naam van de soort is voor het eerst geldig gepubliceerd door Walsingham.